# Lady Buckit and the Motley Mopsters
Lady Buckit and the Motley Mopsters, también conocida simplemente como LBMM, es una película familiar animada por computadora de 2020 dirigida por Adebisi Adetayo a partir de una historia de Stanlee Ohikhuare y guion de Ayo Arigbabu. Está protagonizada por Bimbo Akintola, Patrick Doyle, Bola Edwards y Kalu Ikeagwu. Es el primer largometraje de animación nigeriano. La producción sufrió varios retrasos desde 2017, pero finalmente tuvo una proyección especial exclusiva en los cines Genesis en Lekki, Lagos, el 5 de diciembre de 2020. Se estrenó en cines el 11 de diciembre de 2020 y obtuvo críticas mixtas.

## Sinopsis
Bukky es una linda niña que vive junto a sus padres y tiene por mascota a un pequeño ratón. Los padres de Bukky administran una panadería y están muy preocupados por el próximo día de inspección al local.

## Elenco
- Bimbo Akintola
- Patrick Doyle
- Bola Edwards
- Kalu Ikeagwu
- Simi Hassan
- Francis Sule
- Edema de Casey
- Awazi Angbalaga

## Producción
Inicialmente, se suponía que la producción de la película comenzaría en 2017, pero se retrasó debido a problemas financieros y la falta de cohesión del equipo de producción inicial.
La película finalmente comenzó su rodaje en noviembre de 2019 bajo la producción de Hot Ticket Productions. Jessica Edwards de 11 años, David Edwards de 13 años y una serie de ocho actores principales y seis actores secundarios que formaban parte de los audicionados y el elenco también participaron con sus voces. Sin embargo, la película sufrió más retrasos debido a la pandemia de COVID-19 en Nigeria y los cierres resultantes en Lagos. La mayoría de las partes de la película se rodaron en Lagos en medio de cortes de energía regulares. Se filmó como animación 3D con resolución 4K, a 24 fotogramas por segundo. El presupuesto de la película se estimó en alrededor de 400 millones de nairas.

## Banda sonora
Una colección de catorce pistas del álbum original e individuales fueron compuestas por Oluchi Odii, Patrick Edwards, Marilyn Mayaki, Ufuoma Iliaro, Casey Edema, Caleb Audu, DJ Klem y Ava Momoh.